# سرریگ (کهنوج)
سرریگ، روستایی در دهستان کوتک بخش مرکزی شهرستان کهنوج در استان کرمان ایران است.

## جمعیت
بر پایه سرشماری عمومی نفوس و مسکن در سال ۱۳۹۵، جمعیت این روستا برابر با ۳۴۵ نفر (۱۰۰ خانوار) بوده‌است.